# Raphiophora intricata
Raphiophora intricata är en insektsart som beskrevs av Melichar 1912. Raphiophora intricata ingår i släktet Raphiophora och familjen Dictyopharidae. Inga underarter finns listade i Catalogue of Life.